# ダイハツ・ミゼットII
ミゼットII（ミゼット ツー、Midget II）は、1996年から2001年までダイハツ工業から製造・販売されていた軽貨物自動車である。

## 概要
1957年に発売された軽貨物三輪自動車（オート三輪）「ミゼット」の名前を受け継いだ軽貨物車である。
初代ミゼットと同様に小口配達に特化しており、車体の大きさは全長2,790mm、全幅1,335mm、全高1,705mmで、当時の軽自動車規格の上限値（全長3,300mm、全幅1,400mm、全高2,000mm）を大幅に下回り、360cc時代の軽自動車規格（全長3,000mm、全幅1,300mm、全高2,000mm）に当てはめても幅員が35mm上回る程度である。最小回転半径は3.6m。スペースの関係からスペアタイヤをボンネットに装着し、ヘッドライトとフロントホイールのフェンダーがボディの外側に大きくはみ出した愛嬌のある外観が特徴的である。当初は乗員1名の軽トラックモデルのみが製造されたが、後にライトバンスタイルの「カーゴ」や、2人乗りモデルが誕生した。
当初から少量生産車として企画され、ダイハツ本社池田工場内に新設された専用施設「ミゼット工房」において手作業で組み立てが行われた。コスト低減を図るため、既存の軽貨物自動車である8代目ハイゼット（S100型系）と多くの部品を共用する。エンジンもハイゼットと共通だが、ボディが軽量であることから燃料消費率はハイゼットの半分程度であった。なお、テールランプはスズキ・キャリイの流用である。本車種の生産終了後、ミゼット工房は「エキスパートセンター」と改名し、2002年に登場したコペンの生産工場へ転用された。
基本的に1人乗り・4速MT、2人乗り・3速ATの設定であったが、1人乗りモデルでもトランスミッション関連部品の改造により、変速レバーのコラムシフト化と助手席追加による2人乗りの4速MT車化、さらには部品追加により4速MTを5速MTにできるなど、改造の幅も広い。これは走行系の部品を7代目（S80型系）および8代目（S100型系）、9代目（S200型系）ハイゼットと共用しているために可能な手法である。
その特徴的なコンセプトゆえ、生産終了から20年以上を過ぎた現在も個性的な軽自動車のひとつとしてメディアで取り上げられることもある。

## 年表
- 1993年 - 第30回東京モーターショーに参考出品。
- 1995年 - 第31回東京モーターショーに参考出品。
- 1996年4月5日 - 発売
  - キャッチコピーは「ミゼットを飼おう。」、「夢は大きいよ。」。当時オンエアされたテレビCMはミゼットIIがライオンに襲われたり、スカンクに屁をかけられたりするなどと全体を通しコミカルな内容だった。
  - トラック型・1人乗り・最大積載量150kg・4速MT仕様のみが存在。
  - 廉価型のBタイプ、標準型のDタイプ、ドレスアップが施されたRタイプが用意された。
  - 全長2,790mm（Rタイプは2,865mm）・全幅1,295mm・全高1,650mm。ホイールベースは1,840mm。
  - エンジンは、全車型とも直列3気筒659cc・ロッカーアーム式SOHCのEF-CK型。燃料供給はキャブレターを使用し、最高出力31馬力、最大トルク5.1kgmで、触媒コンバーターは装着されていない。10・15モード燃費は15.8km/L。
  - タイヤおよびホイールは全車10インチ[注釈 3]でブレーキは全車総輪ドラムブレーキ（前輪・2リーディングドラム、後輪・リーディングトレーリングドラム）を採用[注釈 4]。
  - 左側ドアのガラスウィンドウは、非開閉式であった。
  - 計器類は速度計と燃料計のみで水温計（または水温表示灯）すら付いていない。なお速度計は120km/hスケールである(一般的な軽自動車は140km/hスケール)

- 1996年9月
  - 車体色の追加がある。
  - 限定車としてRリミテッドが登場する。
- 1997年1月

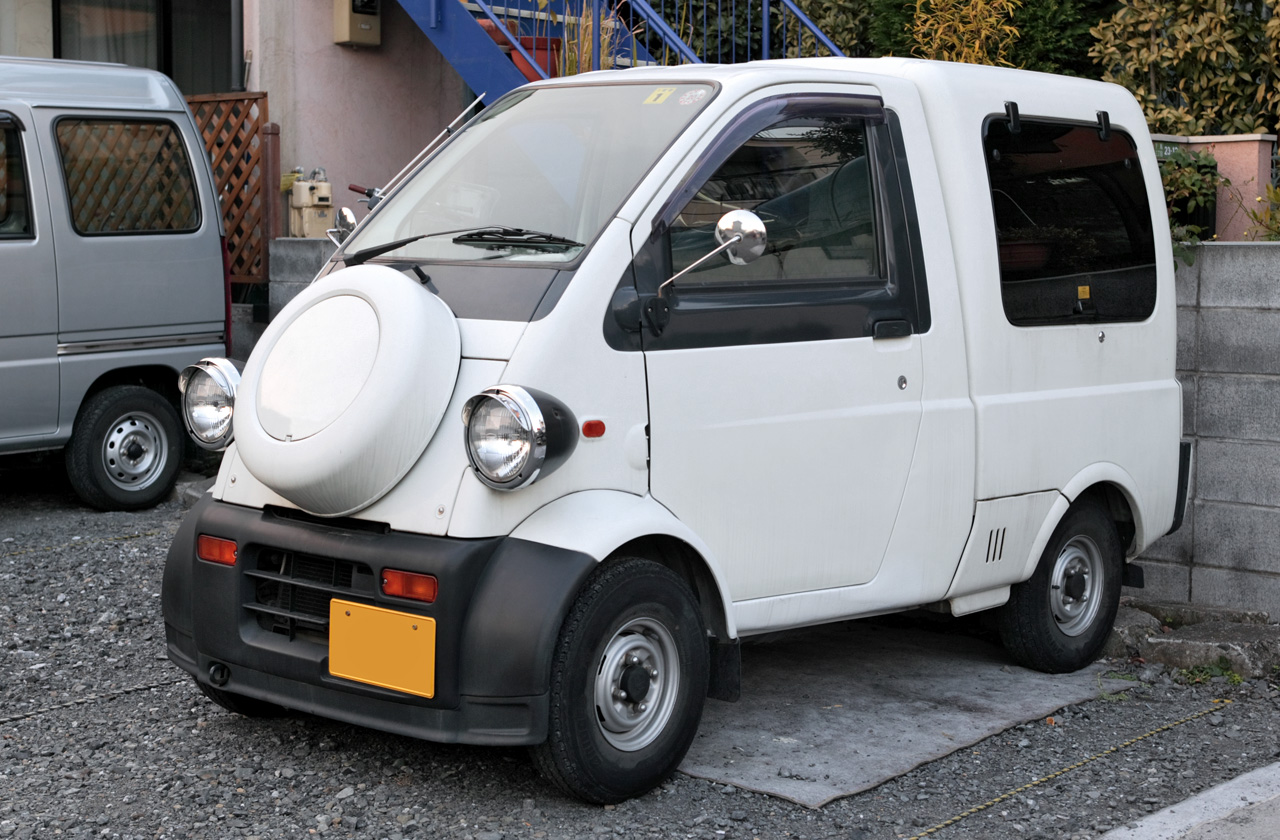
1997年1月販売型 ミゼットII カーゴ
（Dタイプ）

  - 箱型の荷室を設けたバン型の「カーゴ」Dタイプ・Rタイプを追加。キャッチコピーは「ふたりで飼おう。」、および「夢がふくらむ。」。従来からのトラック型は「ピック」として区別される。
  - トランスミッションを3速AT仕様とし、シフトレバーをコラムシフトにすることで2人乗りを実現したモデルが、カーゴ・ピックのDタイプ・Rタイプに設定された。燃料消費は、10・15モード　15.0km/L。
  - 3AT・ピックRタイプのAC付車に触媒コンバーターが追加される。
  - カーゴはピックよりも全長・全幅を40mm、全高を55mm拡大し、全長2,830mm（Rタイプは2,905mm）・全幅1,335mm・全高1,705mm。
  - 2人乗りの設定が出来たために、ピックの左側ドアのガラスウィンドウも非開閉式から、カーゴ同様の手回し式レギュレーター付きガラスウィンドウに変更された。
- 1997年10月
  - ピックおよびカーゴのDタイプ・2人乗り・3速AT車を元に、ツートーン塗装が施され、革巻きハンドル・プロテインレザー張りシートなどを装備した特別仕様車「アメリカンカスタム」が発売される。
- 1998年09月
  - 特別仕様車だった「カスタム」が通常モデルとして設定され、Rタイプが廃止される。
  - Dタイプ・カスタムはエアコンが標準装備となるなどの、仕様変更も行われた。

- 1999年9月
  - 1998年10月に施行された、軽自動車規格の改定および衝突安全基準の強化に適合させるために1年遅れでマイナーチェンジを行う。車体前面にあったスペアタイヤを運転席背後の荷台（ピック）・荷室（カーゴ）に移動。マイナーチェンジ前にスペアタイヤが設置されていた場所には、ダイハツCIマーク付きのボタンの様な凹型のカバーが装着されている。楕円Ｄマークがついたのはこの時が初めてである。
  - 前バンパーを大幅に延長し、衝突吸収構造を採り入れることで安全基準を満たした。全長は105mm拡大され、ピックで2,895mm、カーゴは2,935mmとなった。
  - テールランプは前期のものをベースに、丸が３つ並ぶ専用デザインのミゼットⅡオリジナルのテールレンズとなった。配列は前期と同じである。
  - 衝撃吸収ハンドル・運転席シートベルトへのフォースリミッター機構追加、8インチブレーキブースターを全車に採用し、2人乗り・3速AT車には運転席エアバッグがオプション設定された。
  - エンジンおよびギア比の変更（若干のハイギアード化）により燃費を改善。当時は低燃費自動車の優遇税制が適用された。
  - カスタムの特徴でもあったナルディ製 革巻きハンドルはウレタン、プロテインレザー張りシートは布張りになった。
  - 平成10年アイドリング規制への適合を含む自動車排出ガス規制の強化に伴い、エンジンがEFIとDLIを採用したEF-SE型に変更された。10・15モード燃費 20.0km/L（4速MT車）、18.0km/h（3速AT車）。

- 2001年6月
  - 生産終了。在庫対応分のみの販売となる。
- 2001年7月[4]
  - 販売終了。

## 車名の由来
「ミゼット」は英語で「超小型」の意。

## ミゼットIII/ミゼットIV
1995年の第31回東京モーターショーにおいて、ミゼットIIとともに同車の乗用版「ミゼットIII」が参考出品された。前1席+後ろ2席のトライアングルシートポジションと、非対称ドア（右が前席、左が後席のアクセス用）を特徴としていたが、市販には至らなかった。
このシートレイアウトはフットスペースの確保がしやすく、パッセンジャーの視界が広くなる等のメリットがあり、1990年代にBMW・Z13をはじめ盛んに試作検討されたが、量産されたものはなかった。
1997年の第32回東京モーターショーには、既存のミゼットIIカーゴをベースにほぼそのまま乗用版に改めた「ミゼットIV」も参考出品されたが、これも市販には至らなかった。